# Герб гмины Гельнюв
Герб гмины Гельнюв (пол. Herb gminy Gielniów) — официальный символ гмины Гельнюв, расположенной в Мазовецком воеводстве Польши.

## Описание
Официальное описание герба гмины Гельнюв:

Гербом гмины является изображение Блаженного Владислава из Гельнюва.
Оригинальный текст (пол.)Herbem Gminy jest wizerunek Błogosławionego Władysława z Gielniowa.— Statut gminy Gielniów.
Изображение священника на гербе гмины символизирует уроженца Гельнюва, бенедиктинского монаха, проповедника блаженного Владислава. Владислав прославился своей религиозной деятельностью в XV веке, в 1750 году папа Бенедикт XIV издал указ о его беатификации, в 1759 году папа Климент XIII объявил блаженного Владислава покровителем Королевства Польского и Литвы, а 19 декабря 1962 года папа Иоанн XXIII провозгласил его главным покровителем Варшавы.